# Tajmisjte
Tajmisjte (bulgariska: Таймище) är ett distrikt i Bulgarien.   Det ligger i kommunen Obsjtina Antonovo och regionen Tărgovisjte, i den centrala delen av landet, 240 km öster om huvudstaden Sofia.